# George Field
George Field (George Blankman Field: San Francisco, 18 de marzo de 1877 - Los Ángeles, 9 de marzo de 1925) fue un actor estadounidense de la época del cine mudo. 

## Biografía
Sus padres eran George Durgin Field y Elizabeth Blankman.
George Blankman Field inició su carrera de actor en el teatro de San Francisco. Firmó su primer contrato cinematográfico en 1912, y trabajaría en 207 filmes hasta 1924. 
Estuvo casado con una de sus compañeras de reparto: la actriz Winifred Greenwood. El matrimonio se celebró en 1913, divorciándose más adelante, probablemente en 1918. La pareja trabajaba en los Flying A Studios de Santa Bárbara (California). 
Field trabajó posteriormente para Dustin Farnum. Así mismo, actuó con frecuencia con la actriz Charlotte Burton, interpretando con ella filmes como In the Firelight.
A pesar de sus numerosas interpretaciones, debió abandonar su carrera como actor a finales de 1924 al enfermar de tuberculosis, enfermedad que causó su fallecimiento a los 47 años de edad.

## Filmografía seleccionada
- Adam's Rib (1923)
- The Moon Riders (1920)
- His Nose in the Book (1920)
- The Rattler's Hiss (1920)
- Held Up for the Makin's (1920)
- Hair Trigger Stuff (1920)
- The Prospector's Vengeance (1920)
- The Kid and the Cowboy (1919)
- The Fighting Line (1919)
- The Tiger's Trail (1919)
- Riddle Gawne (1918)
- The Fate of the Dolphin (1916)
- The Resolve (1915)
- The Diamond from the Sky (1915)
- Wife Wanted (1915)
- When a Woman Waits (1914)
- In Tune (1914)
- The Beggar Child (1914)
- The Archeologist (1914)
- A Slice of Life (1914)
- The Final Impulse (1914)
- The Redemption of a Pal (1914)
- The Wrong Birds (1914)
- The Song of the Sea Shell (1914)
- This Is th' Life (1914)
- The Butterfly (1914)
- The Lure of the Sawdust (1914)
- Mein Lieber Katrina (1914)
- Footprints of Mozart (1914)
- A Soul Astray (1914)
- Calamity Anne's Love Affair (1914)
- The Town of Nazareth (1914)
- Unto the Weak (1914)
- In the Firelight (1913)
- The Shriner's Daughter (1913)
- The Flirt and the Bandit (1913)
- While There's Life (1913)